# Hermann Lais
Hermann Lais  (* 16. Juli 1912 in Augsburg; † 20. Juni 2010 in Dillingen a.d.Donau) war ein deutscher Theologe.
Von 1971 bis 1977 war Lais Lehrstuhlinhaber für Dogmatik (zuvor Professor für Dogmatik an der Philosophisch-Theologischen Hochschule Dillingen) an der Katholisch-Theologischen Fakultät der Universität Augsburg. Er war der Gründungsdekan dieser Fakultät. Er wurde 1933 Mitglied im W.K.St.V. Unitas München, später auch Mitglied im W.K.St.V. Unitas Vindeclica Augusburg.

## Ehrungen
- Verdienstkreuz am Bande der Bundesrepublik Deutschland

## Veröffentlichungen (Auswahl)
- Eusebius Amort und seine Lehre über die Privatoffenbarung, 1940
- Die Gnadenlehre des hl. Thomas in der summa contra gentiles und der Kommentar des Franziskus Sylvestris von Ferrara, 1951
- Die theologischen Grundlagen für die Dogmatisierung der leiblichen Aufnahme Mariens in den Himmel, 1951
- Probleme einer zeitgemäßen Apologetik, 1956
- Das naturwissenschaftliche Weltbild in theologischer Sicht, 1968
- Dogmatik I (1965) und II (1972)